# Eugen d'Albert
Eugen Francis Charles d'Albert (Glasgow, 10 aprile 1864 – Riga, 3 marzo 1932) è stato un pianista e compositore tedesco di origini scozzesi.

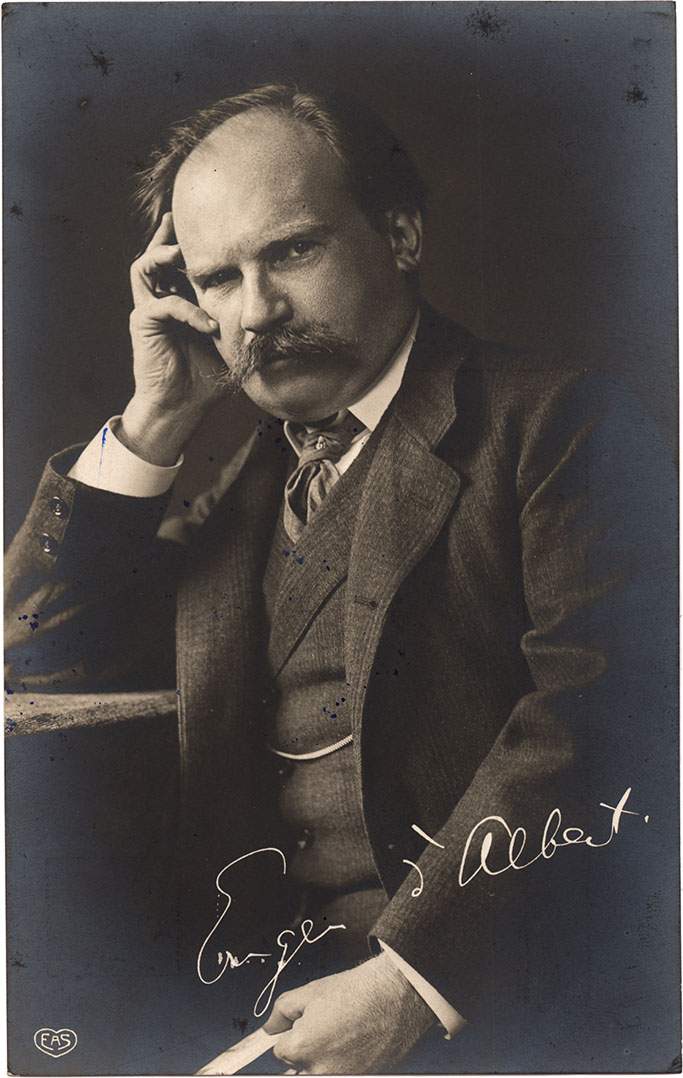
Ritratto di Eugen Francis Charles D'Albert

D'Albert nacque da madre inglese e padre franco-italiano, Charles d'Albert, un compositore di balletti per il King's Theatre e a Covent Garden. D'Albert non parlò mai l'inglese nativamente, e si considerava tedesco.

## Vita
Un musicista autodidatta, d'Albert vinse una borsa di studio per il Royal College of Music di Londra, dove studiò assieme a Carl Prohaska, e si trasferì a Vienna ancora giovane. Fu allievo di Franz Liszt (è anche responsabile per una delle prime registrazioni dei suoi lavori) e fu amico ed ammiratore di Johannes Brahms, del quale eseguì più volte e con grande successo i due concerti per pianoforte. Celebre una sua esecuzione a Vienna, il 14 novembre 1886, quando aveva soltanto 22 anni, del Concerto n. 2 in si bemolle maggiore (op. 83) che suscitò l'ammirazione commossa ed entusiasta del grande musicista amburghese.
I suoi lavori comprendono una sinfonia, due quartetti d'archi, due concerti per pianoforte, un concerto per violoncello, e molti lieder e composizione per pianoforte solo. I suoi più grandi successi compositivi, tuttavia, sono le sue molte opere, tra le quali la più nota è forse Tiefland (1903), anche se queste non hanno mantenuto un posto nel repertorio.
D'Albert si sposò sei volte; una delle mogli era la pianista, cantante, e compositrice venezuelana Teresa Carreño.

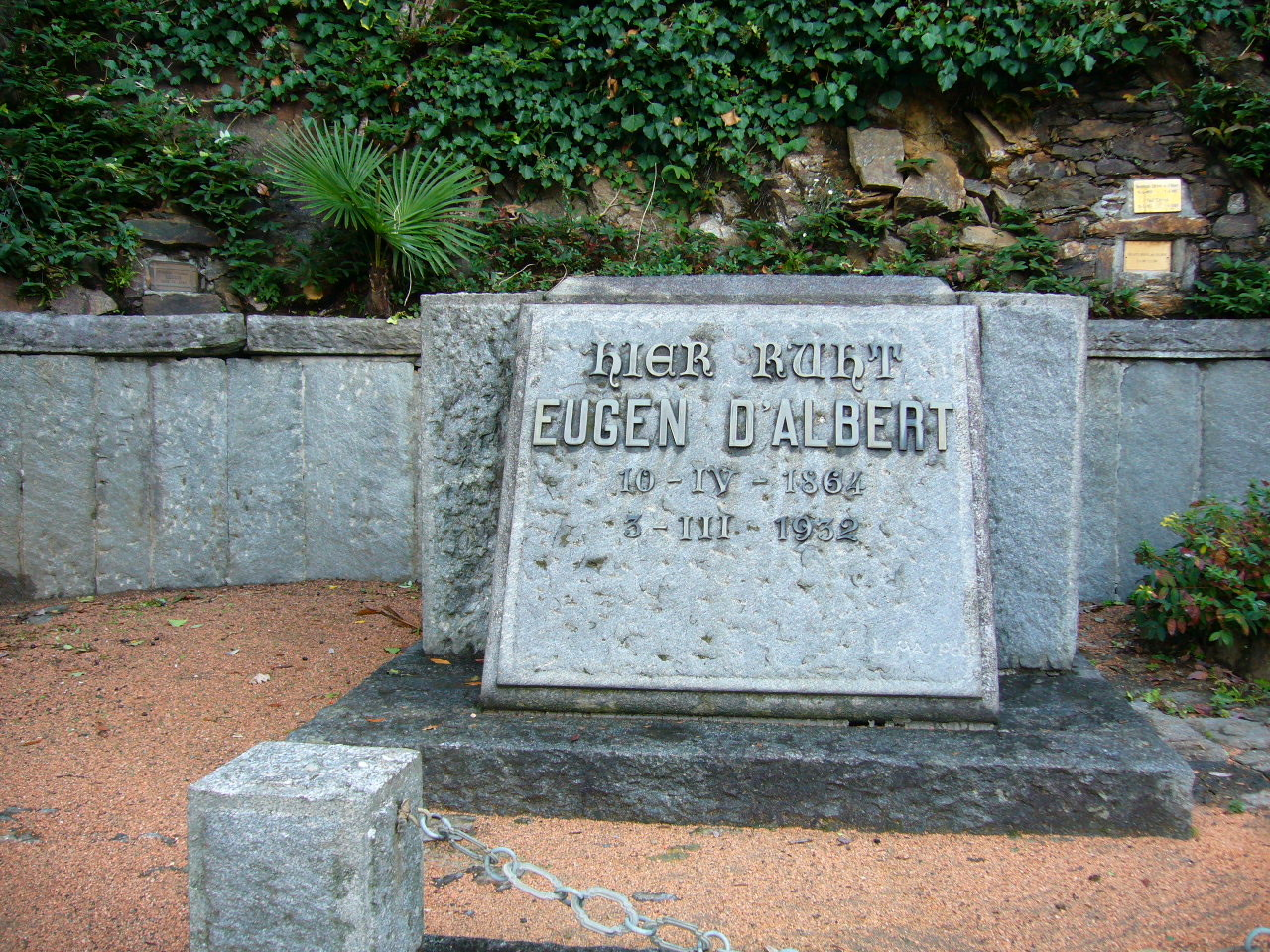
Tomba di d'Albert a Morcote

## Lavori

### Opere
- Der Rubin (1893)
- Ghismonda (1895)
- Gernot (1897)
- Die Abreise (1898)
- Kain, tragedia musicale in 1 atto (1900) al Staatsoper Unter den Linden di Berlino diretta da Franz Schalk
- Der Improvisator (1902)
- Tiefland (1903)
- Flauto solo (1905)
- Tragaldabas (1907)
- Izëyl (1909)
- Die verschenkte Frau (1912)
- Liebesketten (1912)
- Die toten Augen (1916) nel Semperoper di Dresda diretto da Fritz Reiner
- Der Stier von Olivera (1918)
- Revolutionshochzeit (1919)
- Scirocco (1921)
- Mareike von Nymwegen (1923)
- Der Golem (1926)
- Die schwarze Orchidee (1928)
- Die Witwe von Ephesos (1930)
- Mister Wu (1932; incompleta)

### Musica orchestrale
- Concerto per pianoforte e orchestra n. 1 in Si minore, Op. 2 (1884)
- Sinfonia in Fa maggiore, Op. 4 (1886)
- Esther, Op. 8 (1888)
- Concerto per pianoforte e orchestra n. 2 in Mi maggiore, Op. 12 (1893)
- Concerto per violoncello e orchestra in Do maggiore, Op. 20 (1899)
- Aschenputtel suite, Op. 33 (1924)
- Preludio sinfonico al Tiefland, Op. 34 (1924)

### Musica da camera
- Suite in Re minore for pianoforte, Op. 1 (1883)
- Otto pezzi per pianoforte, Op. 5
- Quartetto d'archi n. 1 in La minore, (1887)
- Sonata per pianoforte in Fa diesis minore, Op. 10 (1893)
- Quartetto d'archi n. 2 in Mi bemolle maggiore, E flat major Op. 11 (1893)

### Musica vocale
- Der Mensch und das Leben Op. 14 (1893)
- Seejungfräulein Op. 15 (1897)
- Wie wir die Natur erleben Op. 24 (1903)
- Mittelalterliche Venushymne Op. 26 (1904)
- An den Genius von Deutschland Op. 30 (1904)